# تشارلز سادجويك مينوت
تشارلز سادجويك مينوت (Charles Sedgwick Minot) عالم أمريكي مختص في علم التشريح، ولد عام 1852 وتوفي عام 1914.